# (6225) Hiroko
(6225) Hiroko (1981 EK12) – planetoida z pasa głównego asteroid okrążająca Słońce w ciągu 3,29 lat w średniej odległości 2,21 j.a. Odkryta 1 marca 1981 roku.